# Crespi d'Adda
Crespi d'Adda és una colònia industrial (villaggio operaio) model del segle xix a Itàlia, una fracció del municipi de Capriate San Gervasio, a la província de Bèrgam (Llombardia) a la riba esquerra del riu Adda. Des de 1995 es troba inclòs en la llista de llocs Patrimoni de la Humanitat per la UNESCO.
És certament l'exemple més interessant a Itàlia del fenomen dels barris obrers o pobles per als treballadors. Ha quedat perfectament conservat (en particular el seu esquema urbà i la seva aparença arquitectònica encara estan inalterats) i constitueix un dels més complets i originals del món.

## Història
L'any 1878, la família Crespi va edificar una fàbrica en un prat verd, no lluny del riu Adda, on no hi faltava l'aigua. La colònia estava dividida per un carrer traçat en línia recta; a la dreta d'aquest s'aixecà una fàbrica que va donar feina a més de 3000 obrers durant la dècada del 1920; a l'esquerra es trobaven els carrers en els quals s'alineaven les cases, rodejades de jardins i destinades a albergar a una o diverses famílies. Aquesta colònia també comptava amb una escola, un hospital, uns safareigs, una església i un parc de bombers.
El cementiri de Crespi d'Adda està dominat per la tomba de la família Crespi, constituïda per una piràmide al fons i una llarga avinguda arbrada. Les tombes més riques són les que es troben disposades al voltant d'aquest imponent mausoleu, mentre que les més simples, assenyalades per creus de pedra, estan més allunyades, com un record concret de l'estratificació social de la comunitat que aquí descansa. El cementiri està envoltat per un mur circular que acull totes les tombes i que vol simbolitzar l'abraçada de la família Crespi a tots els obrers del barri.
La fàbrica en si finalment va tancar el 2004, havent estat un camp d'activitat al llarg de la seva existència per a la producció de teles de cotó.

## Actualitat
La colònia segueix habitada pels descendents dels obrers en l'actualitat i s'ha conservat en la seva forma originària.